# Rudolphe Vallée
Pour les articles homonymes, voir Vallée (homonymie).
Rudolphe Vallée est un karatéka français surtout connu pour avoir remporté la médaille d'argent de l'épreuve de kumite individuel masculin moins de 60 kilos aux championnats du monde de karaté 1982 organisés à Taipei, à Taïwan.

## Résultats
| Résultat           | Date | Épreuve                   | Catégorie | Compétition                | Ville hôte           |
| ------------------ | ---- | ------------------------- | --------- | -------------------------- | -------------------- |
| Médaille d'argent  | 1982 | Kumite individuel - 60 kg | Seniors   | Championnats du monde 1982 | Taipei, à Taïwan     |
| Médaille de bronze | 1983 | Kumite individuel - 60 kg | Seniors   | Championnats d'Europe 1983 | Madrid, en Espagne   |
| Médaille de bronze | 1985 | Kumite individuel - 60 kg | Seniors   | Championnats d'Europe 1985 | Oslo, en Norvège     |
| Médaille de bronze | 1986 | Kumite individuel - 60 kg | Seniors   | Championnats du monde 1986 | Sydney, en Australie |